# 無線従事者
無線従事者（むせんじゅうじしゃ）は、電波法に「無線設備の操作又はその監督を行う者であつて、総務大臣の免許を受けたもの」と定義される。

## 定義
上記の定義は、電波法第2条第6号にあり、関連する定義として次のものがある。
- 第4号に「無線設備」を「無線電信、無線電話その他電波を送り、又は受けるための電気的設備」
- 第5号に「無線局」を「無線設備及び無線設備の操作を行う者の総体をいう。但し、受信のみを目的とするものを含まない。」

## 概説
無線局は、電波法第4条第1号から第3号及び第4条の2にあるものを除き、総務大臣の免許又は登録を受けなければならない。そして、その無線局の無線設備は、同法第39条第1項にある「簡易な操作」を除き、無線従事者又はその監督下にある者が操作しなければならない。また、簡易な操作は総務省令に規定するものとされ、これを受けた電波法施行規則第33条に列挙されているが、同条には
- 第3号に「次に掲げる無線局の無線設備の操作で当該無線局の無線従事者の管理の下に行うもの」
- 第5号に「次に掲げる無線局（中略）の無線設備の連絡の設定及び終了（自動装置により行われるものを除く。）に関する通信操作以外の通信操作で当該無線局の無線従事者の管理の下に行うもの」
- 第7号に「（前略）無線設備の外部の転換装置で電波の質に影響を及ぼさないものの技術操作で他の無線局の無線従事者（中略）に管理されるもの」

がある、これらは無線従事者の管理下でなければ無資格者は操作できないということである。
すなわち、無線従事者は自ら無線設備を操作することができる業務独占資格であり、無資格者に操作させることができる必置資格でもある。
無線従事者は、電波法第40条の区分に従い、政令電波法施行令第3条に操作範囲が定められ、その技能の程度は無線従事者規則に規定されている。
これは、電波法の目的が第1条に「電波の公平且つ能率的な利用を確保することによつて、公共の福祉を増進すること」と規定しており、これを達成するために、その最低限の技能・規範を証明し免許することとしているからである。
また、無線従事者は免許の取得後も無線設備の操作に関する知識及び技術の向上を図るように努める義務がある。

### 主任無線従事者
無線従事者でなくとも無線局の免許人又は登録人に選任された主任無線従事者の指揮監督のもと、その主任無線従事者の操作範囲内に限り無線設備の操作を行うことができる制度であり、電波法第39条第1項によりアマチュア局以外の無線局に適用される。
- アマチュア無線局において無資格者が体験者として操作できることは、電波法第39条の13ただし書きの「その他総務省令で定める場合」によるもので、これを受けた電波法施行規則第34条の10に基づく告示による。

ただし、電波法第39条第2項によりモールス符号による無線電信操作、その他総務省令で定める無線設備の操作には適用されない。
この制度は、無線従事者の確保が難しい免許人又は登録人が無線局の運用を維持することが出来るよう、無線従事者でないものについても主任無線従事者の指揮監督下で無線局の運用ができるようにするための措置である。

#### 主任無線従事者の要件
主任無線従事者になるためには、以下の要件に該当しない必要がある。
- 無線従事者の免許が与えられない者でないこと（以下の要件に該当する者であること）
  - 電波法を犯し罰金以上の刑に処せられ、その執行を終わり、又はその執行を受けることがなくなつた日から2年を経過しない者
  - 無線従事者の免許を取り消され、取消しの日から2年を経過しない者
  - 著しく心身に欠陥があつて無線従事者たるに適しない者
- 業務に従事することを停止され、その処分の期間が終了した日から3箇月を経過していない者であること
- 主任無線従事者として選任される日以前5年間において無線局（無線従事者の選任を要する無線局でアマチュア局以外のものに限る。）の無線設備の操作又はその監督の業務に従事した期間が3箇月に満たない者であること

## 種別
無線従事者は、電波法制定時に定義されたもので、次の4種類に大別されていた。
- 無線通信士
- 無線技術士
- アマチュア無線技士
- 特殊無線技士

この内、無線通信士は無線電信法下におけるそれを、無線技術士は同法下における電気通信技術者を継承したものである。また、アマチュア無線技士と特殊無線技士は、電波法において制定されたものである。変遷を含め、詳細は各項目を参照。
後に海上、航空、陸上の利用分野別に再編され、次の8種類に大別された。
- 総合無線通信士
- 海上無線通信士
- 海上特殊無線技士
- 航空無線通信士
- 航空特殊無線技士
- 陸上無線技術士
- 陸上特殊無線技士
- アマチュア無線技士

詳細は各項目を参照。

## 操作範囲
電波法施行令第3条第1項および第3項に規定される。2023年（令和5年）4月20日現在。
| 分野                                     | 資格                       | 操作範囲 |
| ---------------------------------------- | -------------------------- | --- |
| 総合                                     | 第一級総合無線通信士       | 1.無線設備の通信操作 2.船舶及び航空機に施設する無線設備の技術操作 3.前号に掲げる操作以外の操作で第二級陸上無線技術士の操作の範囲に属するもの 4.第一級アマチュア無線技士の操作の範囲に属する操作 |
| 総合                                     | 第二級総合無線通信士       | 1次に掲げる通信操作 イ 無線設備の国内通信のための通信操作 ロ 船舶地球局、航空局、航空地球局、航空機局及び航空機地球局の無線設備の国際通信のための通信操作 ハ 移動局（上に規定するものを除く。）及び航空機のための無線航行局の無線設備の国際通信のための通信操作（電気通信業務の通信のための通信操作を除く。） 二 漁船に施設する無線設備（船舶地球局の無線設備を除く。）の国際電気通信業務の通信のための通信操作 ホ 東は東経175度、西は東経94度、南は南緯11度、北は北緯63度の線によって囲まれた区域内における船舶（漁船を除く。）に施設する無線設備（船舶地球局の無線設備を除く。）の国際電気通信業務の通信のための通信操作 2.次に掲げる無線設備の技術操作 イ 船舶に施設する空中線電力500W以下の無線設備 ロ 航空機に施設する無線設備 ハ レーダーで上記に掲げるもの以外のもの 二 上に掲げる無線設備以外の無線設備（基幹放送局の無線設備を除く。）で空中線電力250W以下のもの ホ 受信障害対策中継放送局及びコミュニティ放送局の無線設備の外部の転換装置で電波の質に影響を及ぼさないもの 3.1.に掲げる操作以外の操作のうち、第一級総合無線通信士の操作の範囲に属するモールス符号による通信操作で第一級総合無線通信士の指揮の下に行うもの 4.第一級アマチュア無線技士の操作の範囲に属する操作 |
| 総合                                     | 第三級総合無線通信士       | 1.漁船（専ら水産動植物の採捕に従事する漁船以外の漁船で国際航海に従事する総トン数300トン以上のものを除く。以下同じ。）に施設する空中線電力250W以下の無線設備（無線電話及びレーダーを除く。）の操作（国際電気通信業務の通信のための通信操作及び多重無線設備の技術操作を除く。） 2.前号に掲げる操作以外の操作で次に掲げるもの（国際通信のための通信操作及び多重無線設備の技術操作を除く。） イ 船舶に施設する空中線電力250W以下の無線設備（船舶地球局（電気通信業務を行うことを目的とするものに限る。）及び航空局の無線設備並びにレーダーを除く。）の操作（モールス符号による通信操作を除く。） ロ 陸上に開設する無線局の空中線電力125W以下の無線設備（レーダーを除く。）の操作で次に掲げるもの (1) 海岸局の無線設備の操作（漁業用の海岸局以外の海岸局のモールス符号による通信操作を除く。） (2）海岸局、海岸地球局、航空局、航空地球局、航空機のための無線航行局及び基幹放送局以外の無線局の無線設備の操作 ハ 次に掲げる無線設備の外部の転換装置で電波の質に影響を及ぼさないものの技術操作 (1) 受信障害対策中継放送局及びコミュニティ放送局の無線設備 (2) レーダー 3.前号に掲げる操作以外の操作で第三級陸上特殊無線技士の操作の範囲に属するもの 4.1.及び2.に掲げる操作以外の操作のうち、第二級総合無線通信士の操作の範囲に属するモールス符号による通信操作（航空局、航空地球局、航空機局、航空機地球局及び航空機のための無線航行局の無線設備の通信操作を除く。）で第一級総合無線通信士又は第二級総合無線通信士の指揮の下に行うもの（国際通信のための通信操作を除く。） 5.第二級アマチュア無線技士の操作の範囲に属する操作 |
| 海上                                     | 第一級海上無線通信士       | 1.船舶に施設する無線設備（航空局の無線設備を除く。）並びに海岸局、海岸地球局及び船舶のための無線航行局の無線設備の通信操作（モールス符号による通信操作を除く。） 2.次に掲げる無線設備の技術操作 イ 船舶に施設する無線設備（航空局の無線設備を除く。） ロ 海岸局及び海岸地球局の無線設備並びに船舶のための無線航行局の無線設備（上に掲げるものを除く。）で空中線電力2kW以下のもの ハ 海岸局及び船舶のための無線航行局のレーダーで上に掲げるもの以外のもの 3.第四級アマチュア無線技士の操作の範囲に属する操作 |
| 海上                                     | 第二級海上無線通信士       | 1.船舶に施設する無線設備（航空局の無線設備を除く。）並びに海岸局、海岸地球局及び船舶のための無線航行局の無線設備の通信操作（モールス符号による通信操作を除く。） 2.次に掲げる無線設備の外部の調整部分の技術操作並びにこれらの無線設備の部品の取替えのうち簡易なものとして総務大臣が告示で定めるもの及びこれらの無線設備を構成するユニットの取替えに伴う技術操作 イ 船舶に施設する無線設備（航空局の無線設備を除く。） ロ 海岸局及び海岸地球局の無線設備並びに船舶のための無線航行局の無線設備（上に掲げるものを除く。）で空中線電力250W以下のもの ハ 海岸局及び船舶のための無線航行局のレーダーで上に掲げる以外のもの 3.第四級アマチュア無線技士の操作の範囲に属する操作 |
| 海上                                     | 第三級海上無線通信士       | 1.船舶に施設する無線設備（航空局の無線設備を除く。）並びに海岸局、海岸地球局及び船舶のための無線航行局の無線設備の通信操作（モールス符号による通信操作を除く。） 2.次に掲げる無線設備の外部の転換装置で電波の質に影響を及ぼさないものの技術操作 イ 船舶に施設する無線設備（航空局の無線設備を除く。） ロ 海岸局及び海岸地球局の無線設備並びに船舶のための無線航行局の無線設備（上に掲げるものを除く。）で空中線電力125W以下のもの ハ 海岸局及び船舶のための無線航行局のレーダーで上に掲げるもの以外のもの |
| 海上                                     | 第四級海上無線通信士       | 1.次に掲げる無線設備の操作（モールス符号による通信操作及び国際通信のための通信操作並びに多重無線設備の技術操作を除く。） イ 船舶に施設する空中線電力250W以下の無線設備（船舶地球局（電気通信業務を行うことを目的とするものに限る。）及び航空局の無線設備並びにレーダーを除く。） ロ 海岸局及び船舶のための無線航行局の空中線電力125W以下の無線設備（レーダーを除く。） ハ 海岸局、船舶局及び船舶のための無線航行局のレーダーの外部の転換装置で電波の質に影響を及ぼさないもの 2.第四級アマチュア無線技士の操作の範囲に属する操作 |
| 海上                                     | 第一級海上特殊無線技士     | 1.次に掲げる無線設備（船舶地球局及び航空局の無線設備を除く。）の通信操作及びこれらの無線設備（多重無線設備を除く。）の外部の転換装置で電波の質に影響を及ぼさないものの技術操作 イ 旅客船であって平水区域（これに準ずる区域として総務大臣が告示で定めるものを含む。以下この表において同じ。）を航行区域とするもの及び沿海区域を航行区域とする国際航海に従事しない総トン数百トン未満のもの、漁船並びに旅客船及び漁船以外の船舶であって平水区域を航行区域とするもの及び総トン数300トン未満のものに施設する空中線電力75W以下の無線電話及びデジタル選択呼出装置で1606.5kHzから4000kHzまでの周波数の電波を使用するもの ロ 船舶に施設する空中線電力50W以下の無線電話及びデジタル選択呼出装置で25010kHz以上の周波数の電波を使用するもの 2.旅客船であって平水区域を航行区域とするもの及び沿海区域を航行区域とする国際航海に従事しない総トン数百トン未満のもの、漁船並びに旅客船及び漁船以外の船舶であって平水区域を航行区域とするもの及び総トン数300トン未満のものに施設する船舶地球局（電気通信業務を行うことを目的とするものに限る。）の無線設備の通信操作並びにその無線設備の外部の転換装置で電波の質に影響を及ぼさないものの技術操作 3.前二号に掲げる操作以外の操作で第二級海上特殊無線技士の操作の範囲に属するもの |
| 海上                                     | 第二級海上特殊無線技士     | 1.船舶に施設する無線設備（船舶地球局（電気通信業務を行うことを目的とするものに限る。）及び航空局の無線設備を除く。）並びに海岸局及び船舶のための無線航行局の無線設備で次に掲げるものの国内通信のための通信操作（モールス符号による通信操作を除く。）並びにこれらの無線設備（レーダー及び多重無線設備を除く。）の外部の転換装置で電波の質に影響を及ぼさないものの技術操作 イ 空中線電力10W以下の無線設備で1606.5kHzから4000kHzまでの周波数の電波を使用するもの ロ 空中線電力50W以下の無線設備で25010kHz以上の周波数の電波を使用するもの 2.レーダー級の操作の範囲に属する操作 |
| 海上                                     | 第三級海上特殊無線技士     | 1.船舶に施設する空中線電力5W以下の無線電話（船舶地球局及び航空局の無線電話であるものを除く。）で25010kHz以上の周波数の電波を使用するものの国内通信のための通信操作及びその無線電話（多重無線設備であるものを除く。）の外部の転換装置で電波の質に影響を及ぼさないものの技術操作 2.船舶局及び船舶のための無線航行局の空中線電力5kW以下のレーダーの外部の転換装置で電波の質に影響を及ぼさないものの技術操作 |
| 海上                                     | レーダー級海上特殊無線技士 | 海岸局、船舶局及び船舶のための無線航行局のレーダーの外部の転換装置で電波の質に影響を及ぼさないものの技術操作 |
| 航空                                     | 航空無線通信士             | 1.航空機に施設する無線設備並びに航空局、航空地球局及び航空機のための無線航行局の無線設備の通信操作（モールス符号による通信操作を除く。） 2.次に掲げる無線設備の外部の調整部分の技術操作 イ 航空機に施設する無線設備 ロ 航空局、航空地球局及び航空機のための無線航行局の無線設備で空中線電力250W以下のもの ハ 航空局及び航空機のための無線航行局のレーダーでロに掲げるもの以外のもの 3.第四級アマチュア無線技士の操作の範囲に属する操作 |
| 航空                                     | 航空特殊無線技士           | 航空機（航空運送事業の用に供する航空機を除く。）に施設する無線設備及び航空局（航空交通管制の用に供するものを除く。）の無線設備で次に掲げるものの国内通信のための通信操作（モールス符号による通信操作を除く。）並びにこれらの無線設備（多重無線設備 を除く。）の外部の転換装置で電波の質に影響を及ぼさないものの技術操作 1.空中線電力50W以下の無線設備で25010kHz以上の周波数の電波を使用するもの 2.航空交通管制用トランスポンダで前号に掲げるもの以外のもの 3.レーダーで1.に掲げるもの以外のもの |
| 陸上                                     | 第一級陸上無線技術士       | 1.無線設備の技術操作 2.第四級アマチュア無線技士の操作の範囲に属する操作 |
| 陸上                                     | 第二級陸上無線技術士       | 1.次に掲げる無線設備の技術操作 イ 空中線電力2kW以下の無線設備（テレビジョン基幹放送局の無線設備を除く。） ロ テレビジョン基幹放送局の空中線電力500W以下の無線設備 ハ レーダーでイに掲げるもの以外のもの 二 イ及びハ以外の無線航行局の無線設備で960MHz以上の周波数の電波を使用するもの 2.第四級アマチュア無線技士の操作の範囲に属する操作 |
| 陸上                                     | 第一級陸上特殊無線技士     | 1.陸上の無線局の空中線電力500W以下の多重無線設備（多重通信を行う事ができる無線設備でテレビジョンとして使用するものを含む。）で30MHz以上の周波数の電波を使用するものの技術操作 2.多重無線設備以外の操作で第二級陸上特殊無線技士の操作の範囲に属するもの |
| 陸上                                     | 第二級陸上特殊無線技士     | 1.次に掲げる無線設備の外部の転換装置で電波の質に影響を及ぼさないものの技術操作 イ 受信障害対策中継放送局及びコミュニティ放送局の無線設備 ロ 陸上の無線局の空中線電力10W以下の無線設備（多重無線設備を除く。）で1606.5kHzから4000kHzまでの周波数の電波を使用するもの ハ 陸上の無線局のレーダーでロに掲げるもの以外のもの 二 陸上の無線局で人工衛星局の中継により無線通信を行うものの空中線電力50W以下の多重無線設備 2.第三級陸上特殊無線技士の操作の範囲に属する操作 |
| 陸上                                     | 第三級陸上特殊無線技士     | 陸上の無線局の無線設備（レーダー及び人工衛星局の中継により無線通信を行う無線局の多重無線設備を除く。）で次に掲げるものの外部の転換装置で電波の質に影響を及ぼさないものの技術操作 1.空中線電力50W以下の無線設備で25010kHzから960MHzまでの周波数の電波を使用するもの 2.空中線電力100W以下の無線設備で1215MHz以上の周波数の電波を使用するもの |
| 陸上                                     | 国内電信級陸上特殊無線技士 | 陸上に開設する無線局（海岸局、海岸地球局、航空局及び航空地球局を除く。）の無線電信の国内通信のための通信操作 |
| アマチュア                               | 第一級アマチュア無線技士   | アマチュア無線局の無線設備の操作 |
| アマチュア                               | 第二級アマチュア無線技士   | アマチュア無線局の空中線電力200W以下の無線設備の操作 |
| アマチュア                               | 第三級アマチュア無線技士   | アマチュア無線局の空中線電力50W以下の無線設備で18MHz以上または8MHz以下の周波数の電波を使用するものの操作 |
| アマチュア                               | 第四級アマチュア無線技士   | アマチュア無線局の無線設備で次に掲げるものの操作（モールス符号による通信操作を除く。） 1.空中線電力10W以下の無線設備で21MHzから30MHzまで又は8MHz以下の周波数を使用するもの 2.空中線電力20W以下の無線設備で30MHzを超える周波数の電波を使用するもの |
| 色区分は各級アマチュア無線技士資格に対応 |                            | |

各無線従事者の操作範囲の関係は次の通りである。
操作範囲の変遷、種別ごとの需要などについては、各種別を参照。

## 取得
電波法第41条第1項により、無線従事者の免許を受けようとする者は、同条第2項各号に基づき取得しなければならない。取得にあたり年齢・経歴・国籍などの制限は無い。ただし、国家試験、養成課程・認定講習課程修了試験の設問は日本語のみである。

### 欠格事由
電波法第42条に「下記の者には、無線従事者の免許を与えないことがある。」とされる。
1. 第9章の罪を犯し罰金以上の刑に処せられ、その執行を終わり、又はその執行を受けることがなくなつた日から2年を経過しない者
2. 第79条第1項第1号又は第2号の規定により無線従事者の免許を取り消され、取消しの日から2年を経過しない者
3. 著しく心身に欠陥があつて無線従事者たるに適しない者

第3号の適用除外の条件として、身体機能の障害に関しては「障害を持っていても操作が可能な無線局が普及しつつある」として、無線従事者規則第45条第3項に第三級陸上特殊無線技士およびアマチュア無線技士については障害があっても取得できると規定されている。これは意志の疎通ができれば取得できるということである。

### 国家試験
全ての資格について日本無線協会により実施される。この内、次の資格はCBT方式により随時実施される。
- 第三級・第四級アマチュア無線技士
- 第二級・第三級海上特殊無線技士
- 第二級・第三級陸上特殊無線技士

次に挙げる者は科目が免除される。
- 無線従事者規則第6条第1項により、無線通信士、陸上無線技術士の科目合格者は、合格の翌月から原則として3年間、その科目を免除される。
- 同規則同条第2項により、無線通信士の電気通信術の科目合格者は、合格の翌月から原則として3年間、同等またはそれ以下の能力の無線通信士の電気通信術の科目を免除される。
- 同規則第7条により、総務大臣が告示する学校等の卒業者は、卒業の日から原則として3年間、無線工学の基礎、電気通信術及び英語の一部または全部を免除される。
- 同規則第8条第1項及び第2項により、一定の無線従事者、またはその資格による一定の業務経歴を有する者は、一部の科目が免除される。
- 同規則同条第3項により、電気通信主任技術者、工事担任者（第二級（2021年までのAI第3種およびDD第3種）を除く。）は、一部の科目が免除される。

直近の国家試験問題及び合格速報は日本無線協会の公式サイトで公開される。ただしCBT方式によるものは除く。
計算尺は使用できない。

### 養成課程
無線従事者規則第20条により、第三級・第四級海上無線通信士、航空無線通信士、海上・航空・陸上特殊無線技士、第二級・第三級・第四級アマチュア無線技士については、養成課程を修了することによって、無線従事者の免許を受けることができる。

#### 長期型養成課程
無線従事者規則第20条ただし書きにより、第三級・第四級海上無線通信士、航空無線通信士、海上・航空・陸上特殊無線技士については総務大臣認定の学校等が開設する教育課程を修了することによって、無線従事者の免許を受けることができる。

### 学校卒業
無線従事者規則第30条により、次の学校（同等の教育水準であると認められた教育機関を含む。）で、無線通信に関する所定の科目を履修して卒業すれば、無線従事者の免許を受けることができる。
大学（短期大学を除く。）第一級陸上特殊無線技士、第二級海上特殊無線技士、第三級海上特殊無線技士
短期大学、高等専門学校第二級陸上特殊無線技士、第二級海上特殊無線技士、第三級海上特殊無線技士
高等学校、中等教育学校第三級陸上特殊無線技士、第二級海上特殊無線技士

### 認定講習課程
無線従事者規則第33条により、第一級・第二級総合無線通信士、海上無線通信士、陸上無線技術士は、所定の資格により業務経歴を有する者が認定講習課程を修了することにより与えられる。

### 資格、業務経歴等
無線従事者規則第33条第2項に基づく平成8年郵政省告示第150号により、第一級総合無線通信士、第二級海上無線通信士、第二級陸上特殊無線技士は、所定の資格により業務経歴を有する者に与えられる。

### 無線従事者免許証
無線従事者規則第47条第1項により、無線従事者の免許が与えられたときには、総務大臣または総合通信局長が免許証を交付する。

### 無線従事者原簿
電波法第43条により、総務大臣は、無線従事者原簿を備え付け、免許に関する事項を記載する。
無線従事者規則第52条により、無線従事者原簿に記載される免許に関する事項は次のとおり。
1. 無線従事者の資格別
2. 免許年月日及び免許証の番号
3. 氏名及び生年月日
4. 免許証を訂正され、又は再交付された者であるときは、その年月日
5. 免許を取り消され若しくは業務に従事することを停止された者又は電波法上の罪を犯し刑に処せられた者であるときはその旨並びに理由及び年月日
6. その他総務大臣が必要と認める事項

### 取得者数
| 年度         | 無線通信士 | 無線技術士 | 特殊無線技士 | アマ      | 取得者数計 |
| ------------ | ---------- | ---------- | ------------ | --------- | ---------- |
| 昭和33年度末 | 36,179     | 16,692     | 91,840       | 9,790     | 154,501    |
| 昭和34年度末 | 39,035     | 17,074     | 104,312      | 20,077    | 180,498    |
| 昭和35年度末 | 41,891     | 17,510     | 117,730      | 30,115    | 207,246    |
| 昭和36年度末 | 44,232     | 17,922     | 130,994      | 36,378    | 229,526    |
| 昭和37年度末 | 47,126     | 18,295     | 141,927      | 45,141    | 252,489    |
| 昭和38年度末 | 49,751     | 18,827     | 154,982      | 56,584    | 280,144    |
| 昭和39年度末 | 51,979     | 19,074     | 169,209      | 70,479    | 310,741    |
| 昭和40年度末 | 55,169     | 19,507     | 190,007      | 82,841    | 347,524    |
| 昭和41年度末 | 58,591     | 19,939     | 221,798      | 103,613   | 403,941    |
| 昭和42年度末 | 62,345     | 20,564     | 256,912      | 129,459   | 469,280    |
| 昭和43年度末 | 65,677     | 21,128     | 291,320      | 163,229   | 541,354    |
| 昭和44年度末 | 69,791     | 21,522     | 331,429      | 205,262   | 628,004    |
| 昭和45年度末 | 74,066     | 21,972     | 374,408      | 256,655   | 727,101    |
| 昭和46年度末 | 78,281     | 22,452     | 409,999      | 315,270   | 826,002    |
| 昭和47年度末 | 82,516     | 23,164     | 451,469      | 369,495   | 926,644    |
| 昭和48年度末 | 85,642     | 24,182     | 491,879      | 429,922   | 1,031,625  |
| 昭和49年度末 | 88,836     | 25,493     | 534,026      | 499,308   | 1,147,663  |
| 昭和50年度末 | 91,526     | 26,589     | 580,215      | 563,115   | 1,261,445  |
| 昭和51年度末 | 93,983     | 27,504     | 626,376      | 622,828   | 1,370,691  |
| 昭和52年度末 | 96,389     | 28,458     | 677,187      | 686,301   | 1,488,335  |
| 昭和53年度末 | 98,525     | 29,491     | 730,557      | 744,866   | 1,603,439  |
| 昭和54年度末 | 100,927    | 30,463     | 787,210      | 821,790   | 1,740,390  |
| 昭和55年度末 | 103,585    | 31,451     | 840,595      | 905,376   | 1,881,007  |
| 昭和56年度末 | 105,957    | 32,396     | 893,195      | 1,000,779 | 2,032,327  |
| 昭和57年度末 | 108,505    | 33,314     | 946,613      | 1,089,590 | 2,178,022  |
| 昭和58年度末 | 110,817    | 34,458     | 1,000,834    | 1,176,905 | 2,323,014  |
| 昭和59年度末 | 113,094    | 35,578     | 1,066,684    | 1,270,164 | 2,485,520  |
| 昭和60年度末 | 115,279    | 36,739     | 1,124,404    | 1,368,083 | 2,644,505  |
| 昭和61年度末 | 118,818    | 38,249     | 1,184,419    | 1,471,113 | 2,812,599  |
| 昭和62年度末 | 121,993    | 40,278     | 1,246,261    | 1,608,128 | 3,016,660  |
| 昭和63年度末 | 124,425    | 42,898     | 1,312,551    | 1,758,918 | 3,238,792  |
| 平成元年度末 | 126,571    | 44,683     | 1,381,653    | 1,924,323 | 3,477,230  |

| 年度         | 総通   | 海通   | 海特    | 航空    | 陸技   | 陸特      | アマ      | 取得者数計 |
| ------------ | ------ | ------ | ------- | ------- | ------ | --------- | --------- | ---------- |
| 平成2年度末  | 59,476 | 46,591 | 545,272 | 47,372  | 45,966 | 876,066   | 2,102,387 | 3,723,130  |
| 平成3年度末  | 59,733 | 46,952 | 555,330 | 52,035  | 46,919 | 929,251   | 2,280,705 | 3,970,925  |
| 平成4年度末  | 60,022 | 47,934 | 569,063 | 56,265  | 47,778 | 983,014   | 2,452,098 | 4,216,174  |
| 平成5年度末  | 60,397 | 48,900 | 584,818 | 60,852  | 48,596 | 1,034,073 | 2,614,706 | 4,452,342  |
| 平成6年度末  | 60,659 | 49,774 | 603,892 | 64,951  | 49,442 | 1,082,545 | 2,765,905 | 4,677,168  |
| 平成7年度末  | 60,971 | 50,312 | 616,791 | 68,231  | 50,327 | 1,116,845 | 2,880,433 | 4,843,910  |
| 平成8年度末  | 61,226 | 50,995 | 626,307 | 72,100  | 51,510 | 1,151,550 | 2,961,727 | 4,975,415  |
| 平成9年度末  | 61,443 | 51,588 | 634,302 | 75,267  | 52,594 | 1,184,501 | 3,012,759 | 5,072,454  |
| 平成10年度末 | 61,673 | 52,423 | 642,053 | 78,720  | 53,699 | 1,214,749 | 3,049,336 | 5,152,653  |
| 平成11年度末 | 61,915 | 53,091 | 651,207 | 81,750  | 54,585 | 1,244,718 | 3,082,149 | 5,229,415  |
| 平成12年度末 | 62,127 | 53,632 | 659,802 | 84,817  | 55,838 | 1,274,227 | 3,104,116 | 5,294,559  |
| 平成13年度末 | 62,250 | 54,237 | 668,950 | 87,845  | 56,993 | 1,304,386 | 3,121,457 | 5,356,118  |
| 平成14年度末 | 62,401 | 54,789 | 675,033 | 90,832  | 58,125 | 1,339,009 | 3,137,893 | 5,418,082  |
| 平成15年度末 | 62,576 | 55,241 | 682,320 | 94,189  | 59,104 | 1,375,516 | 3,153,789 | 5,482,735  |
| 平成16年度末 | 62,750 | 55,727 | 688,474 | 97,624  | 59,993 | 1,409,060 | 3,169,800 | 5,543,428  |
| 平成17年度末 | 62,859 | 56,407 | 693,841 | 101,061 | 61,063 | 1,443,990 | 3,192,744 | 5,611,965  |
| 平成18年度末 | 62,973 | 57,118 | 699,883 | 104,451 | 62,027 | 1,481,779 | 3,224,714 | 5,692,945  |
| 平成19年度末 | 63,131 | 57,915 | 706,290 | 108,209 | 63,114 | 1,521,680 | 3,254,492 | 5,774,831  |
| 平成20年度末 | 63,262 | 58,940 | 712,676 | 111,720 | 64,141 | 1,560,153 | 3,278,989 | 5,849,881  |
| 平成21年度末 | 63,425 | 60,137 | 721,166 | 115,432 | 65,479 | 1,609,844 | 3,299,955 | 5,935,438  |
| 平成22年度末 | 63,558 | 61,125 | 731,635 | 118,862 | 67,075 | 1,661,727 | 3,319,143 | 6,023,125  |
| 平成23年度末 | 63,694 | 62,062 | 739,811 | 121,964 | 68,570 | 1,709,640 | 3,339,457 | 6,105,198  |
| 平成24年度末 | 63,832 | 63,006 | 748,807 | 125,048 | 70,147 | 1,757,771 | 3,360,520 | 6,189,131  |
| 平成25年度末 | 63,977 | 64,162 | 757,311 | 128,366 | 71,883 | 1,804,755 | 3,382,348 | 6,272,802  |
| 平成26年度末 | 64,099 | 65,332 | 766,081 | 131,563 | 73,742 | 1,852,578 | 3,403,068 | 6,356,463  |
| 平成27年度末 | 64,264 | 66,706 | 774,796 | 134,701 | 75,661 | 1,900,693 | 3,424,971 | 6,441,792  |
| 平成28年度末 | 64,418 | 68,160 | 783,545 | 138,312 | 77,316 | 1,947,576 | 3,445,978 | 6,525,305  |
| 平成29年度末 | 64,549 | 69,641 | 792,002 | 141,645 | 78,908 | 1,993,572 | 3,466,255 | 6,606,572  |
| 平成30年度末 | 64,667 | 70,967 | 800,942 | 145,605 | 80,657 | 2,040,671 | 3,485,376 | 6,688,885  |
| 令和元年度末 | 64,785 | 72,072 | 809,466 | 149,441 | 82,737 | 2,086,291 | 3,503,773 | 6,768,565  |
| 令和2年度末  | 64,926 | 73,001 | 815,921 | 152,917 | 84,509 | 2,125,045 | 3,518,538 | 6,834,857  |
| 令和3年度末  | 65,046 | 73,987 | 824,877 | 156,572 | 86,735 | 2,171,089 | 3,537,191 | 6,915,497  |
| 令和4年度末  | 65,241 | 75,227 | 834,677 | 159,850 | 88,674 | 2,218,788 | 3,558,305 | 7,000,762  |
| 令和5年度末  | 65,300 | 76,461 | 842,316 | 162,929 | 90,162 | 2,256,872 | 3,568,829 | 7,062,869  |

無線従事者の免許は一人で複数の種別が取得可能であり、取得者数は各種別を集計したのべ人数である。実数については公表されていない。
従前の特殊無線技士のうち、簡易無線電話、陸上無線電信、国際無線電信の資格取得者数は平成２年度以降の表には含まれない。

## 行政処分
電波法第79条により、無線従事者が次の各号のいずれかに該当するときは、行政処分として免許を取り消され又は3か月以内の業務停止を命ぜられることがある。
1. この法律若しくはこの法律に基く命令又はこれらに基く処分に違反したとき。
2. 不正な手段により免許を受けたとき。
3. 第42条第3号に該当するに至つたとき。

## 歴史
引用の促音の表記は原文ママ
1950年（昭和25年）- 電波法制定、無線従事者が制度化
- 当初の定義は「無線設備の操作を行う者であつて、電波監理委員会の免許を受けたもの」
- 無線通信士、無線技術士、アマチュア無線技士の種別と操作範囲は電波法に、特殊無線技士のそれらは電波法施行規則[9]に規定された。
- 国家試験開始、初めて実施された[10]のは無線通信士と特殊無線技士甲（おおむね第一級陸上特殊無線技士に相当[注 8]）

1952年（昭和27年）- 定義が「無線設備の操作を行う者であつて、郵政大臣の免許を受けたもの」となった。
1958年（昭和33年）
- 操作範囲と特殊無線技士の種別は政令無線従事者操作範囲令[12]に規定された。
- 盲人が電話級アマチュア無線技士（現・第四級アマチュア無線技士）を取得できることとなった。[13]
  - 以後、アマチュア無線技士の取得については障害の程度に応じ緩和されていった。

1965年（昭和40年）- 養成課程が制度化
1981年（昭和56年）- 無線従事者国家試験センター（現・日本無線協会）が電話級アマチュア無線技士国家試験の指定試験機関に
- 以後、需要の多い種別から指定されていった。

1986年（昭和61年）- 認定講習が制度化
1990年（平成2年）- 利用分野別に再編
- 定義が「無線設備の操作又はその監督を行う者であつて、郵政大臣の免許を受けたもの」となり、主任無線従事者が制度化[17]
- 操作範囲と特殊無線技士の種別は無線従事者の操作の範囲等を定める政令に規定[18]

1992年（平成4年）- 盲人の第三級陸上特殊無線技士の取得が可能に
1995年（平成7年）- 日本無線協会が全種別の国家試験の指定試験機関に
- この時に指定されたのは、総合無線通信士、第一級・第二級・第三級海上無線通信士、陸上無線技術士

1996年（平成8年）- 学校卒業による取得が制度化
2001年（平成13年）
- 定義が現行のものに[22]
- 操作範囲と特殊無線技士の種別は電波法施行令に規定[23]

2019年（平成31年）- 身体障害者の第三級陸上特殊無線技士およびアマチュア無線技士の取得が可能に
2020年（令和2年）- 無線従事者に無線設備の操作に関する知識及び技術の向上を図る努力義務が課されることが規定
2022年（令和4年）- 2月から第二級・第三級陸上特殊無線技士及び第三級・第四級アマチュア無線技士の、9月から第二級・第三級海上特殊無線技士の国家試験がCBT方式に移行

## その他
下記の資格などに、何れかの無線従事者が任用の要件、受験・受講資格の取得、試験科目の免除、業務経歴による取得、各種申請の減免がされるものがある。年齢その他の制限があるものも含まれており、詳細は下記の各項目または各資格の無線従事者を参照のこと。
- 登録検査等事業者等の点検員または判定員
- 技術基準適合証明の登録証明機関の証明員
- 無線従事者国家試験一部免除認定校の教員
- 無線従事者養成課程の講師

  - アマチュア無線技士養成課程講師
- 無線従事者認定講習課程の講師
- 指定無線従事者国家試験機関の試験員
- 主任無線従事者
- 船舶局無線従事者証明
- 遭難通信責任者
- 登録周波数終了対策機関の給付金の交付決定者
- 指定較正機関の較正員
- 電気通信主任技術者
- 工事担任者
- 消防設備士
- 教育職員
- 社会保険労務士
- 職業訓練指導員
- 海技士
- 航空通信士
- 陸上自衛隊、海上自衛隊、航空自衛隊の技術陸曹・海曹・空曹
- 予備自衛官補（技能公募）
- 無線機器型式検定の申請における受検機器および一部書類の提出の免除
- 技適未取得機器による実験等の特例の届出における技術基準適合の確認